# 朱家尖街道
朱家尖街道是中华人民共和国浙江省舟山市普陀区下辖的一个街道办事处。行政区域范围包括朱家尖岛及周围的西峰岛等岛屿。1992年撤消朱家尖区，合并朱家尖岛上各乡设立朱家尖镇，2008年改设为街道办事处。总人口约2.6万。
2013年8月28日，浙江省人民政府批复同意撤销白沙乡建制，其行政区域改由普陀区政府直辖。
2013年8月29日，舟山市人民政府批复同意撤销白沙乡、朱家尖街道，合并成立新的朱家尖街道。调整后的朱家尖街道陆域面积71.58平方公里，辖1个居委会，9个村委会，户籍人口28370人。街道办事处驻福兴社区福兴路1号。

## 行政区划
朱家尖街道下辖以下村级行政区划单位：
福兴社区、顺母村、中欣村、西岙村、莲兴村、福兴村、莲花村、南沙村、三和村、曙光农场和白沙港村。